# Tucumcari
Tucumcari är administrativ huvudort i Quay County i New Mexico. Enligt 2010 års folkräkning hade Tucumcari 5 363 invånare.